# Eugenio Rincón

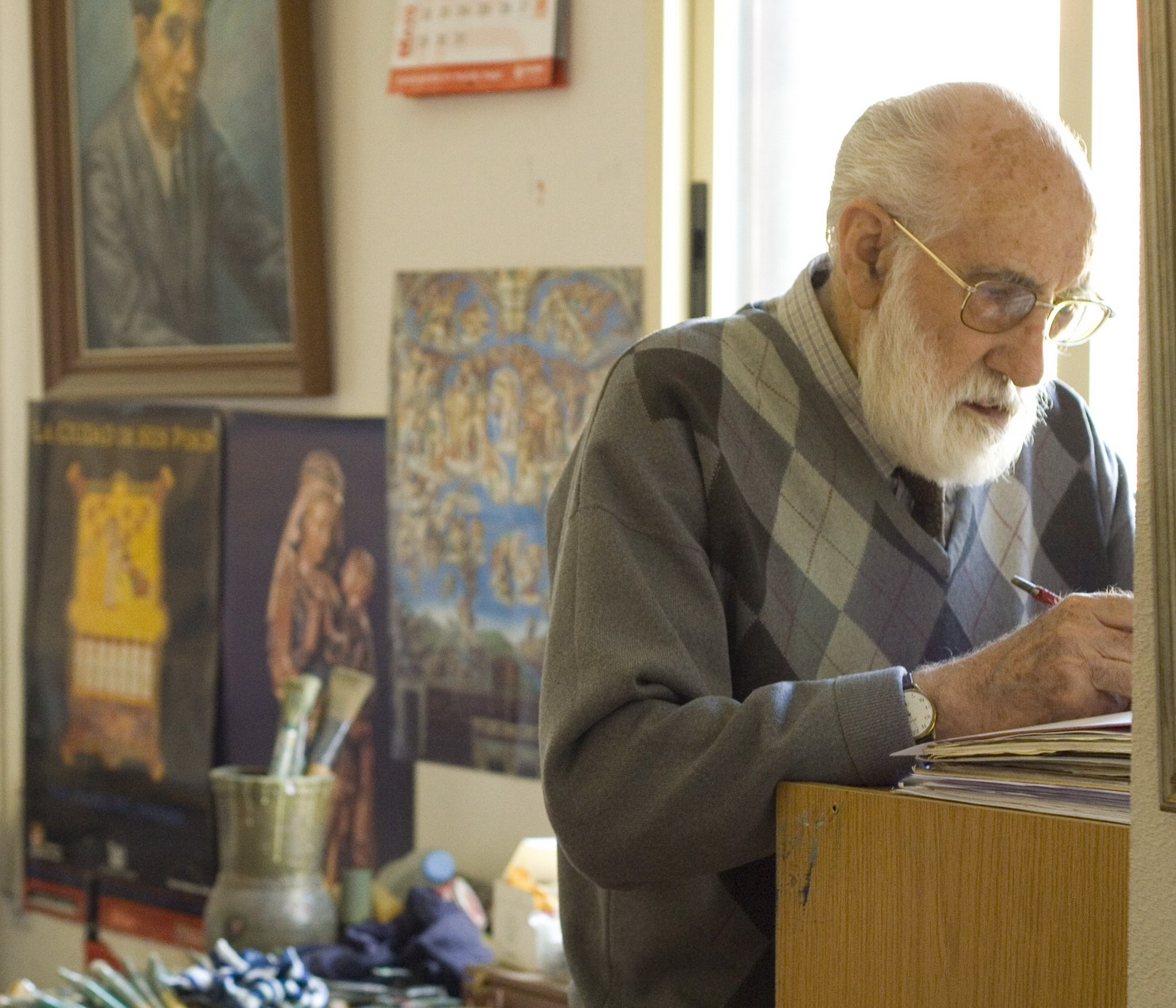
Eugenio Rincón en su estudio.

Eugenio Rincón Alonso (n. Bilbao, España, 1 de enero de 1925 - m. Burgos, 20 de septiembre de 2007), pintor abstracto español.
Comenzó a pintar a la temprana edad de 15 años y en 1942 participa en sus primeras exposiciones colectivas. Posteriormente practica el postimpresionismo, evolucionando a partir de 1970 hacia una abstracción lírica.

## Obras en instituciones
Las siguientes instituciones públicas y privadas poseen entre sus fondos obras de Eugenio Rincón:
- Biblioteca Nacional de España (Madrid)
- Embajada de España en Holanda (La Haya)
- Excmo. Ayuntamiento de Burgos (Burgos)
- Excma. Diputación de Burgos (Burgos)
- Museo Alto Aragón (Aragón)
- Museo de Arte Contemporáneo de Castilla y León (León)
- Caja de Burgos (Burgos)
- Caja Rioja (Logroño)
- Caja Santander (Santander)
- Il. Colegio de Ingenieros Industriales (Burgos)